# Ejgird
Ejgird (Eygird), Ejgierd (Eygierd) – polski herb szlachecki, odmiana herbu Abdank, sam również występujący w kilku odmianach.

## Opis herbu
- Ejgird I: W polu czerwonym, na mieczu srebrnym takaż łękawica. Klejnot: trzy pióra strusie.
- Ejgird II: W polu czerwonym, na łękawicy srebrnej takiż miecz. Klejnot: trzy pióra strusie.
- Uwagi:
  - Alfred Znamierowski podaje w opisie krzyż zamiast miecza.
  - Ryszard Jurzak podaje dla Ejgirda I miecz pod łękawicą.

Herb Ejgird II
Herb Ejgird według Znamierowskiego
Herb Ejgird I według Jurzaka

## Najwcześniejsze wzmianki
Jan Eygerd zapis w j.starobiałruskim urzędowym w XVI wieku (Eygerdowicz, Эйгерд), cytowany w Metryce WXL z 1528 roku, inaczej zwanej Rejestr Wojska Wielkiego Księstwa Litewskiego z 1528 r., pieczętował się herbem Ejgierd II. Wiadomości o rodzie i herbie znajdują się w Herbarzu szlachty polskiej T.3, napisanym przez Seweryna Uruskiego, wydanym w 1906 roku.

## Herbowni
Ejgird, Eygird,Ejgierd, Ejgerd.
- Uwaga: Niektóre opracowania podają nazwiska: Ejgiert, Ejgirt, Eygirt. Wymiana litery "d" na "t" nastąpiła u niektórych autorów w XIX wieku i jest uznawana za błąd. Podobnie jest przy zamianie "d" na "t" w nazwie herbu.